# Дејвид Грос
Дејвид Џонатан Грос (енгл. David Jonathan Gross; Вашингтон, 19. фебруар 1941) је амерички теоријски физичар, који је 2004. године, заједно са Хјуом Полицером и Френком Вилчеком, добио Нобелову награду за физику „за откриће асимптотске слободе у теорији јаких интеракција”.